# Russellgroep
De Russellgroep (Engels: Russell Group) is een samenwerkingsverband van 24 Britse universiteiten, die in 2008 twee derde van de onderzoeksfondsen (subsidies en contracten) in het Verenigd Koninkrijk ontvingen. De groep werd opgericht in 1994 om de belangen van haar leden bij overheid, parlement en andere organen te vertegenwoordigen. Ze wordt soms beschouwd als Brits equivalent van de Ivy League van de Verenigde Staten. 

## Leden
Deelnemers aan de Russellgroep per 2016:
- Universiteit van Birmingham
- Universiteit van Bristol
- Universiteit van Cambridge
- Universiteit van Cardiff
- Universiteit van Durham
- Universiteit van Edinburgh
- Universiteit van Exeter
- Universiteit van Glasgow
- Universiteit van Leeds
- Universiteit van Liverpool
- Imperial College London
- King's College London
- London School of Economics and Political Science
- Queen Mary University of London
- University College London
- Universiteit van Manchester
- Universiteit van Newcastle
- Universiteit van Nottingham
- Queen's Universiteit van Belfast
- Universiteit van Oxford
- Universiteit van Sheffield
- Universiteit van Southampton
- Universiteit van Warwick
- Universiteit van York